# Beslon
Beslon [bɛlɔ̃] est une commune française, située dans le département de la Manche en région Normandie, peuplée de 550 habitants.

## Géographie
La commune est au sud du pays saint-lois, proche du Bocage virois. Son bourg est à 6 km à l'est de Villedieu-les-Poêles, à 8,5 km à l'ouest de Saint-Sever-Calvados et à 10 km au sud de Percy.
Le nord-ouest du territoire est traversé par la route départementale no 975 (ancienne route nationale 175) et par l'autoroute A84, dont l'échangeur 38 est situé sur la commune de La Colombe voisine, à 6 km à l'ouest du bourg de Beslon. La D 552 relie le bourg à la D 975 et à La Colombe au nord-ouest et se prolonge vers Saint-Aubin-des-Bois au sud. Celle-ci croise au nord du bourg la D 424 qui mène vers Chérencé-le-Héron au sud-ouest et à Montbray au nord-est. La D 554 emprunte une portion de la D 424 et conduit Villedieu-les-Poêles à l'ouest et vers plusieurs communes limitrophes dont Courson à l'est.
Beslon est majoritairement dans le bassin de la Sienne qui délimite le territoire au sud. La Sènène, qui y conflue après avoir délimiter le sud-est, collecte les eaux de la plus grande partie du territoire par l'intermédiaire de plusieurs affluents. L'ouest est drainé par deux autres affluents de la Sienne. Une frange nord-est est dans le bassin de la Vire par son affluent la Drôme qui prend sa source au lieu-dit la Haute Jolière.

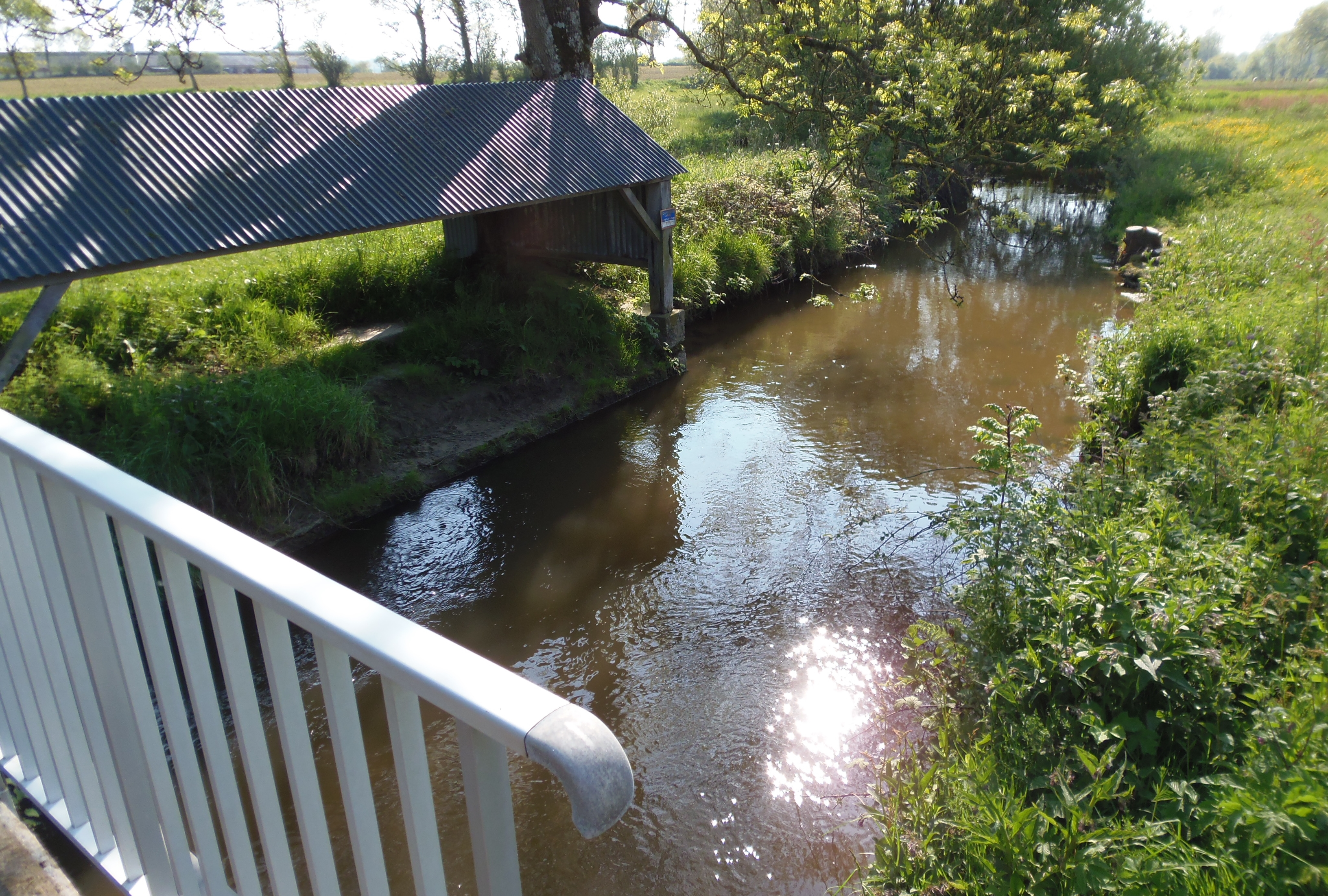
La Sènène au sud du bourg.

Le point culminant (236 / 237 m) se situe au nord, près du lieu-dit le Gros Caillou. Le point le plus bas (118 m) correspond à la sortie de la Sienne du territoire, au sud-ouest. La commune est bocagère.
| La Colombe    | La Colombe, Montbray                           | Montbray                        |
| Sainte-Cécile | Beslon                                         | Courson (Calvados)              |
| Sainte-Cécile | Sainte-Cécile, Saint-Aubin-des-Bois (Calvados) | Saint-Aubin-des-Bois (Calvados) |

### Hydrographie
La commune est située dans le bassin Seine-Normandie. Elle est drainée par la Sienne, la Drôme, la Senene, le cours d'eau 07 de la commune de Beslon, le fossé 01 de la commune de Sainte-Cécile, le fossé 01 de la Haute Baslière, le fossé 03 de la Huardière, le fossé 03 de la Prévôtière, le fossé 05 de la commune de Beslon, le fossé 06 du Bois, le fossé 08 de la commune de Beslon, la Sienne et divers autres petits cours d'eau,.
La Sienne, d'une longueur de 93 km, prend sa source dans la commune de Noues de Sienne et se jette  dans le golfe de Saint-Malo en limite de Agon-Coutainville et de Regnéville-sur-Mer, après avoir traversé 21 communes. Les caractéristiques hydrologiques de la Sienne sont données par la station hydrologique située sur la commune de Sainte-Cécile. Le débit moyen mensuel est de 1,76 m3/s. Le débit moyen journalier maximum est de 27,5 m3/s, atteint lors de la crue du 26 janvier 1995. Le débit instantané maximal est quant à lui de 30,6 m3/s, atteint le même jour.

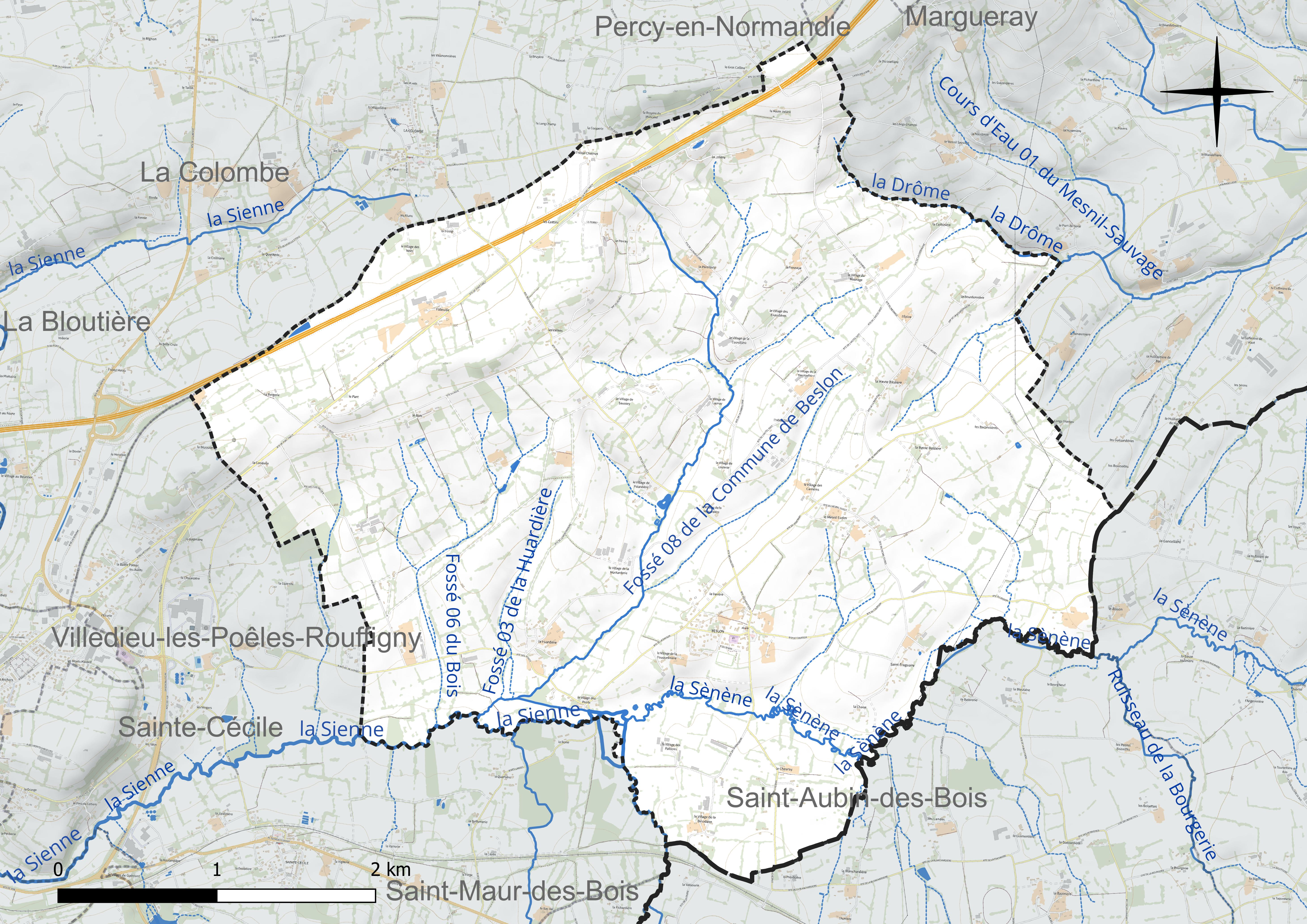
Réseau hydrographique de Beslon.

La Drôme, d'une longueur de 17 km, prend sa source dans la commune  et se jette  dans la Vire à Tessy-Bocage, après avoir traversé huit communes. 
La Sénène, d'une longueur de 14 km, prend sa source dans la commune de Noues de Sienne et se jette  dans la Sienne sur la commune, après avoir traversé trois communes. 

### Climat
Pour des articles plus généraux, voir Climat de la Normandie et Climat de la Manche.
En 2010, le climat de la commune est de type climat océanique franc, selon une étude du CNRS s'appuyant sur une série de données couvrant la période 1971-2000. En 2020, Météo-France publie une typologie des climats de la France métropolitaine dans laquelle la commune est exposée à un climat océanique et est dans la région climatique  Normandie (Cotentin, Orne), caractérisée par une pluviométrie relativement élevée (850 mm/a) et un été frais (15,5 °C) et venté. Parallèlement le GIEC normand, un groupe régional d'experts sur le climat, différencie quant à lui, dans une étude de 2020, trois grands types de climats pour la région Normandie, nuancés à une échelle plus fine par les facteurs géographiques locaux. La commune est, selon ce zonage, exposée à un « climat contrasté des collines », correspondant au Bocage normand, bien arrosé, voire très arrosé sur les reliefs les plus exposés au flux d'ouest, et frais en raison de l'altitude.
Pour la période 1971-2000, la température annuelle moyenne est de 10,5 °C, avec une amplitude thermique annuelle de 12,7 °C. Le cumul annuel moyen de précipitations est de 1 048 mm, avec 13,9 jours de précipitations en janvier et 9 jours en juillet. Pour la période 1991-2020, la température moyenne annuelle observée sur la station météorologique la plus proche, située sur la commune de Cerisy-la-Salle à 22 km à vol d'oiseau, est de 11,5 °C et le cumul annuel moyen de précipitations est de 1 112,5 mm,. Pour l'avenir, les paramètres climatiques de la commune estimés pour 2050 selon différents scénarios d'émission de gaz à effet de serre sont consultables sur un site dédié publié par Météo-France en novembre 2022.

## Urbanisme

### Typologie
Au 1er janvier 2024, Beslon est catégorisée commune rurale à habitat très dispersé, selon la nouvelle grille communale de densité à sept niveaux définie par l'Insee en 2022.
Elle est située hors unité urbaine. Par ailleurs la commune fait partie de l'aire d'attraction de Villedieu-les-Poêles-Rouffigny, dont elle est une commune de la couronne,. Cette aire, qui regroupe 11 communes, est catégorisée dans les aires de moins de 50 000 habitants,.

### Occupation des sols
L'occupation des sols de la commune, telle qu'elle ressort de la base de données européenne d'occupation biophysique des sols Corine Land Cover (CLC), est marquée par l'importance des territoires agricoles (100 % en 2018), une proportion identique à celle de 1990 (100 %). La répartition détaillée en 2018 est la suivante : prairies (66,8 %), zones agricoles hétérogènes (22,4 %), terres arables (10,8 %). L'évolution de l'occupation des sols de la commune et de ses infrastructures peut être observée sur les différentes représentations cartographiques du territoire : la carte de Cassini (XVIIIe siècle), la carte d'état-major (1820-1866) et les cartes ou photos aériennes de l'IGN pour la période actuelle (1950 à aujourd'hui).

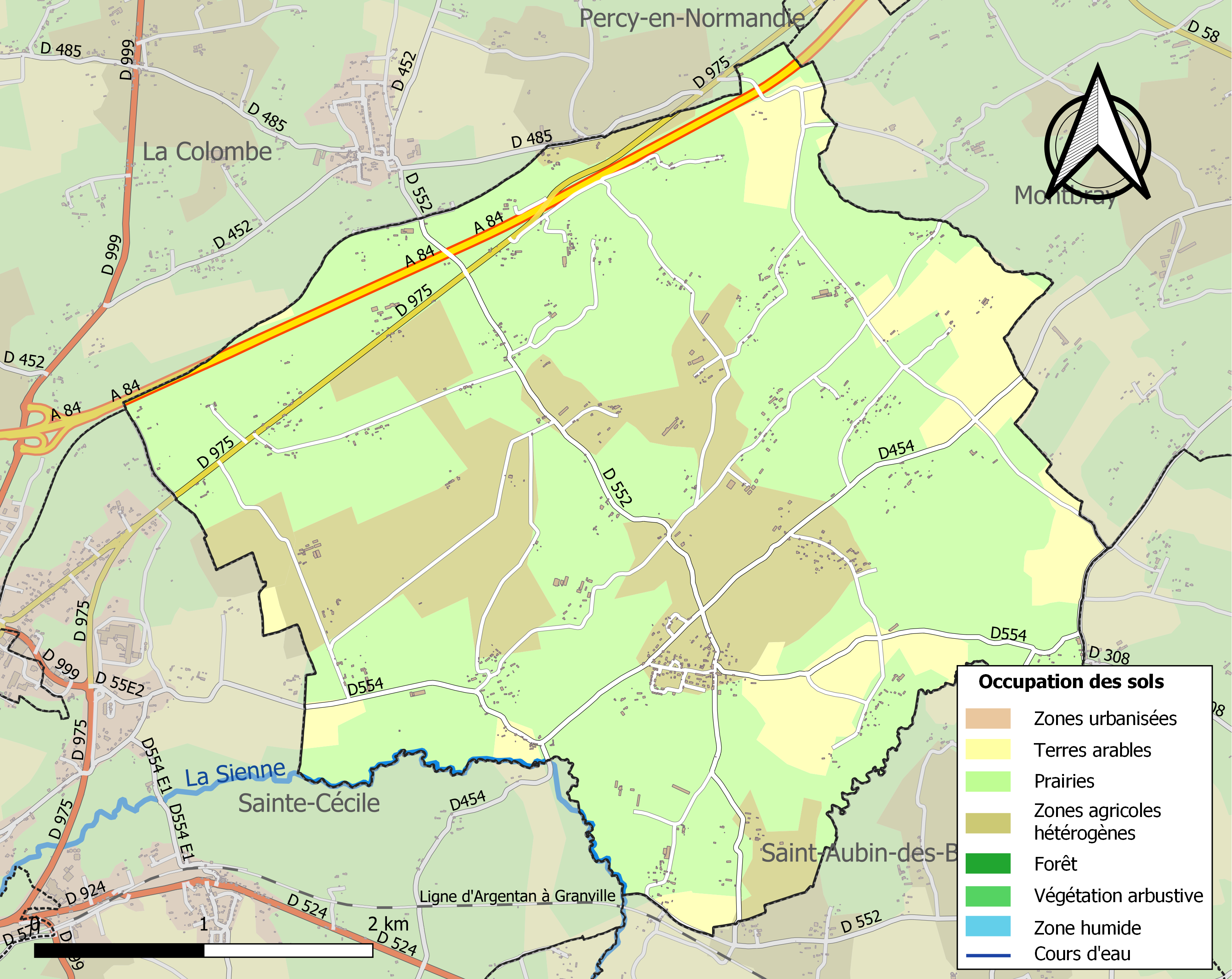
Carte des infrastructures et de l'occupation des sols de la commune en 2018 (CLC).

## Toponymie
Le nom de la localité est attesté sous la forme Beslon au XIIe siècle et Bellon en 1280.
L'origine du toponyme n'est pas clairement établie. Albert Dauzat envisage une origine végétale et conjecture sur un celtique bettius, « boulaie », adjoint du norrois lundr, « petit bois ». René Lepelley est quant à lui inspiré par une origine topographique en évoquant l'ancien français beslonc, « allongé », « ovale », « de biais », issu du latin bislongus, qu'il justifie par la forme du terrain, « (village) de forme allongée ».
Le gentilé est Beslonais.

## Histoire
En 1790, l'abbé Vincent, curé de Beslon représenta la commune à l'Assemblée primaire du canton de Percy.
En 1826, Beslon (853 habitants en 1821) absorbe Saint-Fragaire (248 habitants), à l'est de son territoire.

## Politique et administration
| Période                                                                                  | Période   | Identité                    | Étiquette | Qualité                  |
| ---------------------------------------------------------------------------------------- | --------- | --------------------------- | --------- | ------------------------ |
| 1793                                                                                     | 1796      | Gilles Lecharpentier        |           |                          |
| 1796                                                                                     | 1797      | Pierre Legentil             |           |                          |
| 1797                                                                                     | 1797      | Charles Leherpeur           |           |                          |
| 1797                                                                                     | 1798      | François Boëssel            |           |                          |
| 1798                                                                                     | 1800      | F. Guillaume Thomas         |           |                          |
| 1800                                                                                     | 1808      | Pierre Le Roussel           |           |                          |
| 1808                                                                                     | 1808      | François Ozenne             |           |                          |
| 1808                                                                                     | 1825      | Denis Laurent Desnos        |           | Prêtre vicaire           |
| 1825                                                                                     | 1827      | François Jacques Loslier    |           | Adjoint faisant fonction |
| 1827                                                                                     | 1841      | Pierre Leblanc dit Lavallée |           |                          |
| 1841                                                                                     | 1843      | Pierre Lecharpentier        |           |                          |
| 1843                                                                                     | 1852      | F. Duval dit des Fontaines  |           |                          |
| 1852                                                                                     | 1863      | Louis Lepésant-Leperray     |           |                          |
| 1863                                                                                     | 1865      | François Jacques Duval      |           |                          |
| 1865                                                                                     | 1868      | Jean Lepesant               |           |                          |
| 1869                                                                                     | 1892      | Prosper Lucas               |           |                          |
| 1892                                                                                     | 1898      | Auguste Aumont              |           |                          |
| 1899                                                                                     | 1904      | Auguste Leherpeur           |           |                          |
| 1904                                                                                     | 1906      | Jules Lucas                 |           |                          |
| 1906                                                                                     | 1920      | Albéric Pichard             |           |                          |
| 1920                                                                                     | 1945      | Léon Duval                  |           |                          |
| 1945                                                                                     | 1963      | Eugène Loyer                |           |                          |
| 1963                                                                                     | 1977      | Constant Laurent            |           |                          |
| 1977                                                                                     | mars 2001 | Georges Jourdan             | SE        | Agriculteur              |
| mars 2001                                                                                | En cours  | Léon Dolley                 | SE        | Agriculteur              |
| Une partie des données est issue d'une liste établie par Jean Pouëssel et Jacky Brionne. |           |                             |           |                          |

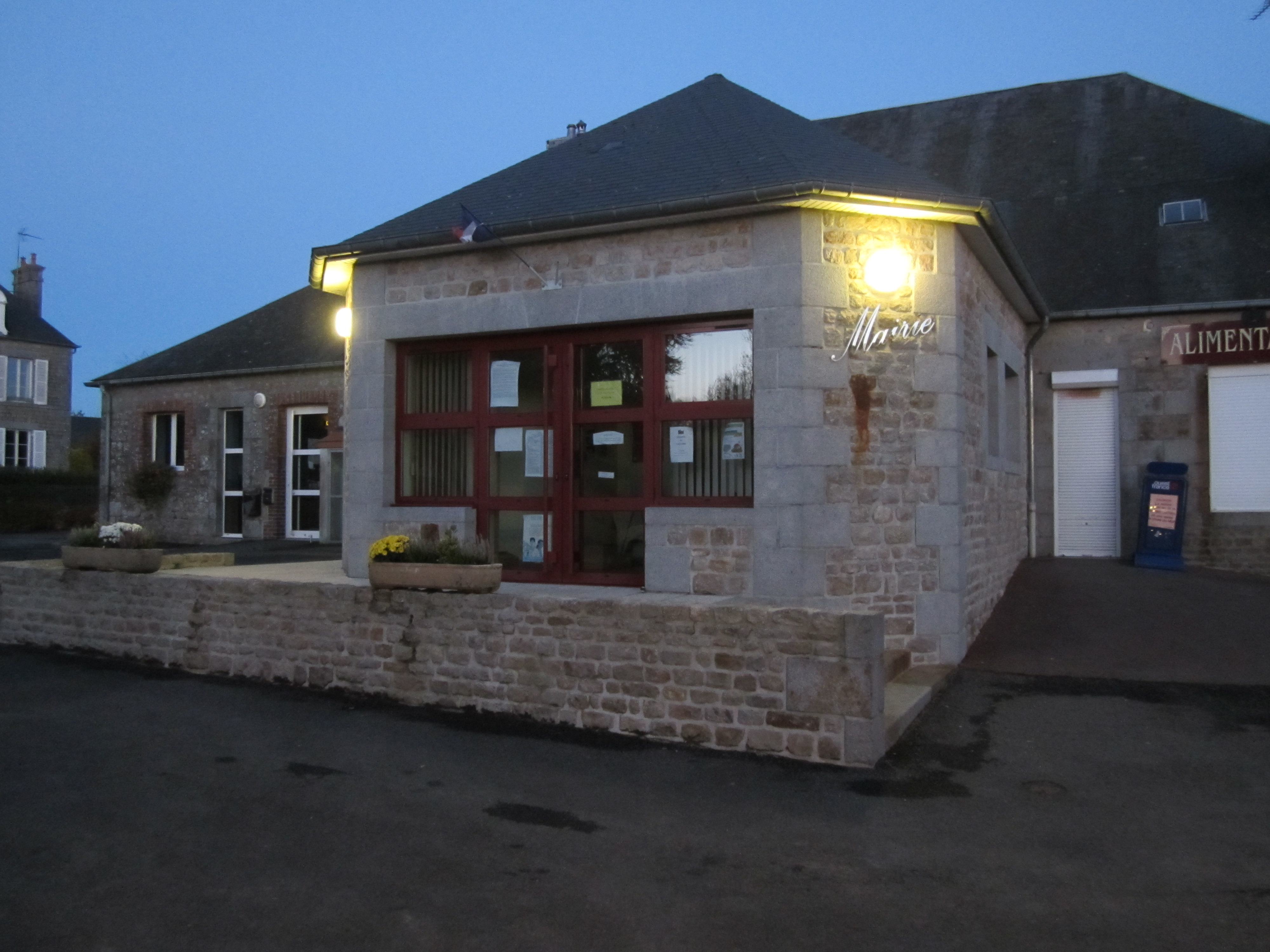
La mairie.

Le conseil municipal est composé de quinze membres dont le maire et deux adjoints.

## Démographie
L'évolution du nombre d'habitants est connue à travers les recensements de la population effectués dans la commune depuis 1793. Pour les communes de moins de 10 000 habitants, une enquête de recensement portant sur toute la population est réalisée tous les cinq ans, les populations de référence des années intermédiaires étant quant à elles estimées par interpolation ou extrapolation. Pour la commune, le premier recensement exhaustif entrant dans le cadre du nouveau dispositif a été réalisé en 2004.
En 2022, la commune comptait 550 habitants, en évolution de −2,14 % par rapport à 2016 (Manche : −0,31 %, France hors Mayotte : +2,11 %).
Beslon a compté jusqu'à 1 200 habitants en 1846.
| 1793 | 1800 | 1806 | 1821 | 1831  | 1836  | 1841  | 1846  | 1851  |
| ---- | ---- | ---- | ---- | ----- | ----- | ----- | ----- | ----- |
| 800  | 728  | 822  | 853  | 1 051 | 1 090 | 1 132 | 1 200 | 1 102 |

| 1856  | 1861  | 1866  | 1872  | 1876  | 1881 | 1886 | 1891 | 1896 |
| ----- | ----- | ----- | ----- | ----- | ---- | ---- | ---- | ---- |
| 1 011 | 1 001 | 1 011 | 1 014 | 1 024 | 978  | 945  | 991  | 916  |

| 1901 | 1906 | 1911 | 1921 | 1926 | 1931 | 1936 | 1946 | 1954 |
| ---- | ---- | ---- | ---- | ---- | ---- | ---- | ---- | ---- |
| 928  | 859  | 889  | 795  | 755  | 699  | 701  | 711  | 684  |

| 1962 | 1968 | 1975 | 1982 | 1990 | 1999 | 2004 | 2006 | 2009 |
| ---- | ---- | ---- | ---- | ---- | ---- | ---- | ---- | ---- |
| 661  | 609  | 560  | 507  | 500  | 498  | 501  | 509  | 524  |

| 2014 | 2019 | 2022 | - | - | - | - | - | - |
| ---- | ---- | ---- | - | - | - | - | - | - |
| 565  | 556  | 550  | - | - | - | - | - | - |

| 1793 | 1800 | 1806 | 1821 |
| ---- | ---- | ---- | ---- |
| 271  | 266  | 287  | 248  |

## Lieux et monuments
- Église Notre-Dame en granit (XVe – XIXe siècles). Elle abrite un groupe sculpté (saint Gilles et sa biche) des environs de 1600 et une statue de saint Fragaire (évêque d'Avranches) du XVIe classés au titre objet aux monuments historiques[45],[46]. Sont également conservés un retable aux douze apôtres (XVIe), et une verrière XIXe – XXe siècles[34].
- Croix de cimetière (XVIIe siècle) avec un fragment de pupitre, croix de chemin (XVIIe siècle).
- Grand calvaire portant une fleur de lis, à la sortie du village.
- Chapelle Sainte-Trinité (XIVe siècle), au lieu-dit la Trinité, près de La Colombe qui a été pendant longtemps un lieu de culte privilégié par les paroissiens de La Colombe[47]. Croix et ancien cimetière de la Sainte-trinité-en-Beslon.
- Château de Saint-Fragaire (XVIIIe siècle).
- Château de la Fresnaye (XVe – XVIe siècles).
- Moulins des Ponts et de Saint-Fragaire.
- Pont du Gué à la Binaudière, situé sur un itinéraire baptisé « Route de l'étain », remontant à l'âge du bronze jusqu'au IIe siècle. Le passage était encore utilisé au XVIIe au XIXe siècle pour le défrichage du bois de Beslon[34].

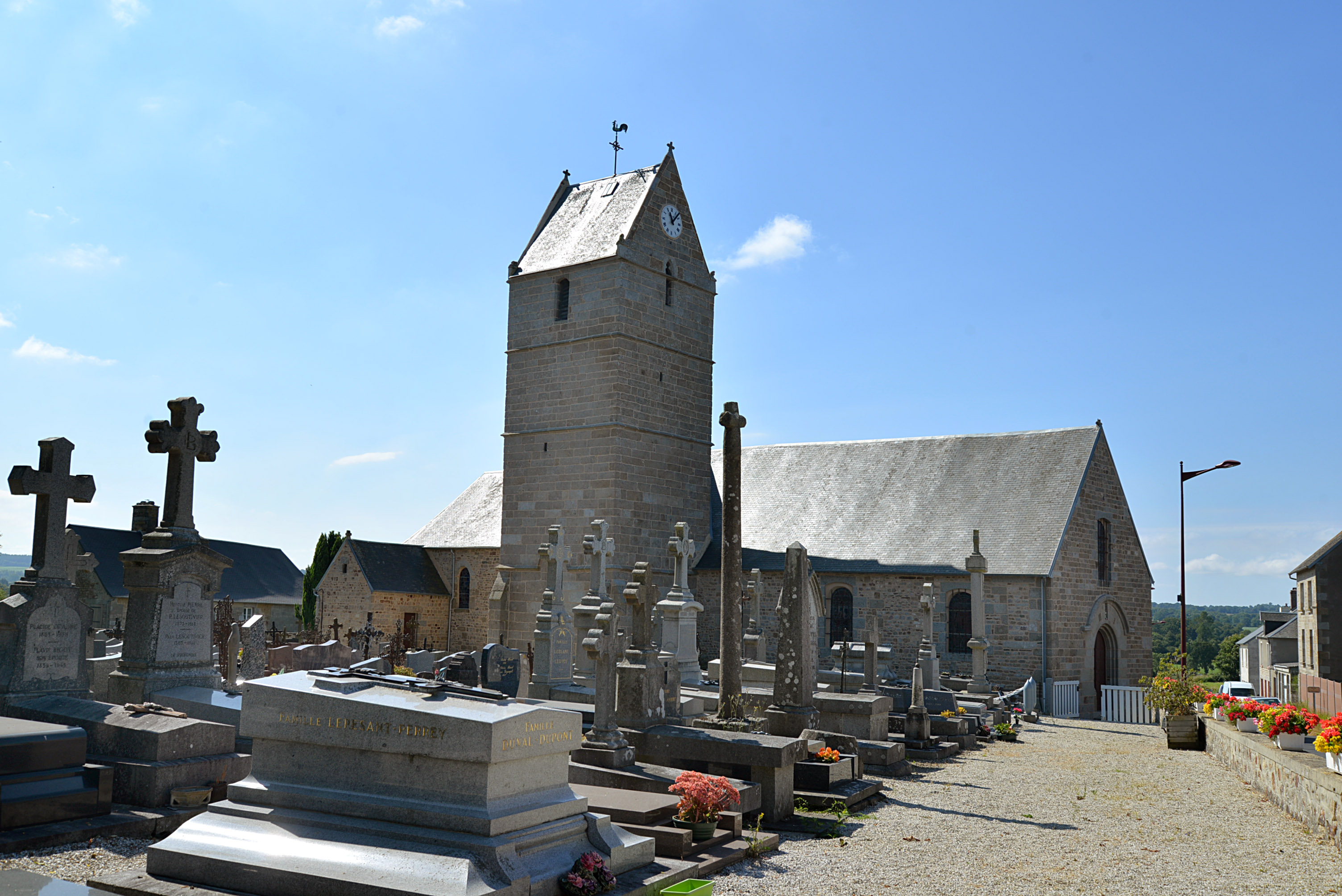
L'église Notre-Dame-de-l'Assomption.
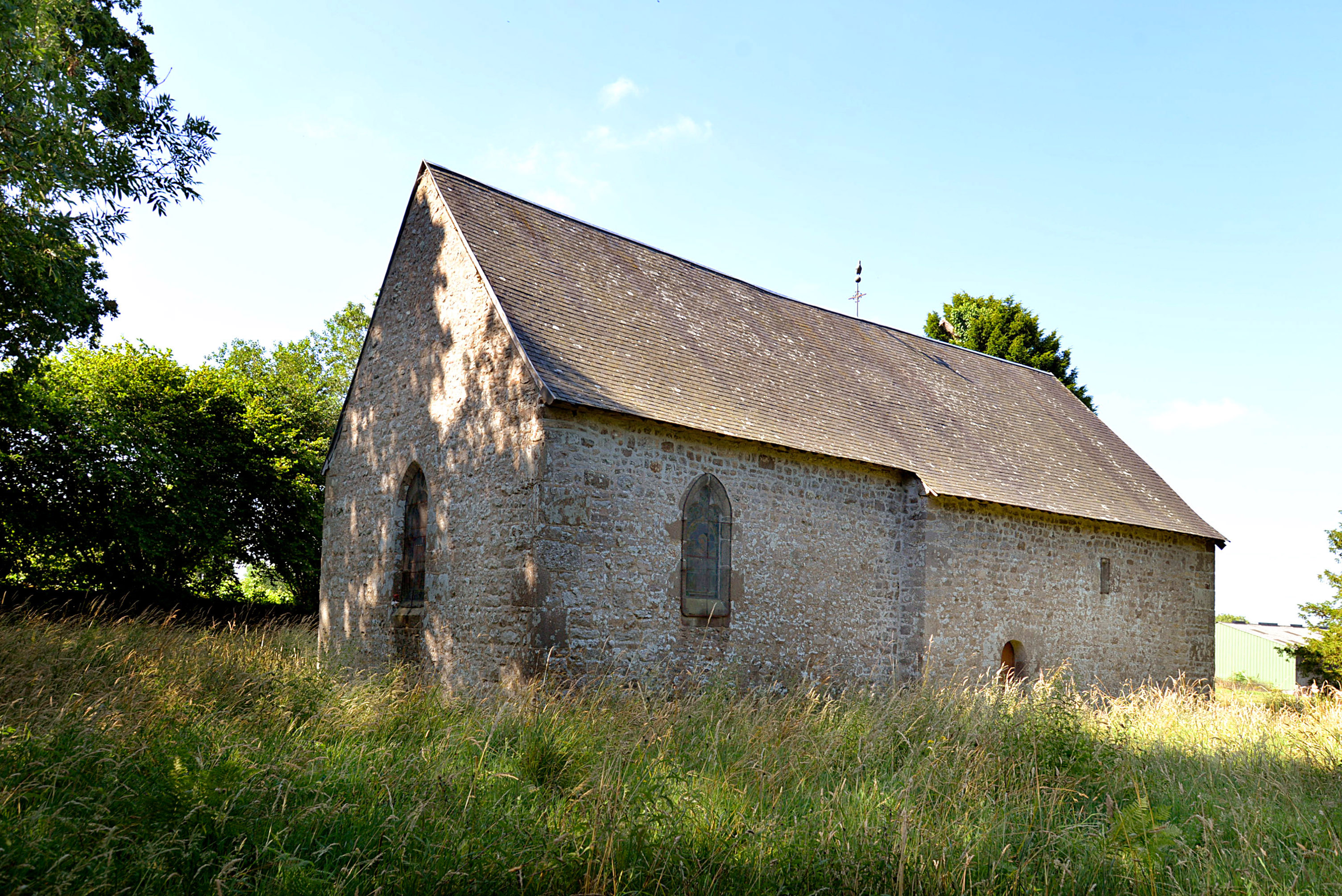
La chapelle de la Sainte-Trinité.

## Activité et manifestations

### Sports
L'Étoile sportive de Beslon fait évoluer une équipe de football en division de district.

## Personnalités liées à la commune
- Saint Fragaire (Fragarius), appelé également Fégase ou Pégase (v. 600 dans le village devenu Saint-Fragaire - v. 670), aurait été évêque d'Avranches[49],[34].